# Пропаганда війни в Росії
Пропаганда війни в Росії — поширення відкритих закликів у ЗМІ і публічних виступах окремих осіб в Росії до збройного нападу на інші держави та вирішення внутрішніх конфліктів із застосуванням збройних сил.

## Пропаганда війни і право
Пропаганда війни заборонена спеціальною резолюцією Генеральної Асамблеї ООН від 1947 року під страхом кримінального покарання і кваліфікується як злочин міжнародного характеру.
Публічні заклики до розв'язування війни відповідно до норм КК РФ кваліфікуються як кримінальний злочин.

## Загальні методи пропаганди війни в Росії
Пропаганда війни в Росії звичайно здійснюється непрямими методами: через пропаганду «переваг російської зброї», необхідність «захисту миру» та своїх громадян, «заклики до боротьби» тощо. Рідше така пропаганда здійснюється безпосередньо через заклики до розв'язання проблем Росії у відносинах з іншими державами шляхом застосування проти них прямої військової сили.
Пропаганда «переваг російської зброї» має за мету створити у пересічних росіян переконання щодо можливостей без відчутних наслідків для громадян Росії розв'язання будь-яких спірних ситуацій силою зброї.
Як приклад, прямі заклики до агресії проти інших країн були викладені російським політиком Володимиром Жириновським в його книзі рос. «Последний бросок на Юг» 1993 року, в якій він представив формулу виживання російської нації через вихід до Індійського океану та до Середземного моря. Ці заклики, вочевидь, знайшли відгук у росіян, що підтверджується перемогою ЛДПР Жириновського на виборах в Держдуму Росії в грудні 1993 року.
Не менш відомим стало висловлювання російського телеведучого, генерального директора російського державного міжнародного інформаційного агентства «Росія сьогодні» Дмитра Кисельова в березні 2014 про «перетворення Америки на радіоактивний попіл». Саме в цей час Росія активно проводила заходи з анексії Криму та «створення Новоросії». Подібний заклик в умовах войовничого загального інформаційного фону не викликав у росіян жодного помітного занепокоєння.
|                                              | «Українська криза — лише мала частина цієї геополітичної боротьби. Битва йде не за Україну, а за Росію, за Русскій мір» |
| — генерал-полковник Івашов Леонід Григорович | |

Генадій Зюганов, перший секретар ЦК Комуністичної партії Російської Федерації теж використовує нечіткі терміни («боротьба»), коли описує «рускій мір» через комуністичні ідеї «матеріалістичного та антихристиянського вчення», послуговуючись «Заповідями Блаженств Російської Православної Церкви»:
|  | «У найближчі роки має відбутися справжня "боротьба світів", в якій споконвічний "русскій мір" — світ ідеалів і святинь, світ багатовікової духовності і національної традиції з його піднесеними заповідями: "Блаженні голодні та спраглі правди", "блаженні милостиві", "возлюби ближнього як самого себе" — буде протистояти апокаліптичному світу космополітичного всезмішування. |

До пропаганди активно долучається сегмент російськомовного інтернету, яскравим прикладом засоба поширення пропаганди є сайт Руксперт.

## Пропаганда війни в часи Бориса Єльцина

### Методи ведення пропаганди війни
Під час Чеченської кризи, викликаної бажанням чеченського народу до незалежності від Росії, міністр оборони Росії Павло Грачов заявляв про можливість «вирішення проблеми» «за дві години» лише одним десантним полком.

### Ефективність пропаганди війни
Ефективність пропаганди була досить високою, що підтверджується відсутністю дієвої опозиції до розпочатих Росією війн.

## Пропаганда війни в часи Володимира Путіна

### Методи ведення пропаганди війни

#### Пропаганда, викликана інтервенцією в Україну
Тема російської збройної агресії проти України набула популярності в період агресії Росії проти Грузії. Майбутня війна пропагувалась в російській художній літературі та на інтернет-форумах, стала елементом дитячої творчості.

#### Пропаганда, викликана інтервенцією в Сирію
Перед початком інтервенції в Росії була розгорнута пропагандистська кампанія щодо інформаційного забезпечення операції. Одним з методів ведення цієї кампанії були заяви про спорідненість доль Росії та Сирії. З заявами на підтримку військового вторгнення в Сирію виступила Російська православна церква.
Ще одним методом ведення пропаганди стало формування в суспільстві думки, що Росію в її намірах вступити у війну підтримують інші країни. Так, 25 вересня 2015 російські ЗМІ з посиланням на Раду Федерації Росії поширили інформацію про нібито відправлення Китаєм в зону сирійського конфлікту військових кораблів.
З початком інтервенції Росії в Сирію російськими ЗМІ у російських читачів та глядачів формується картинка високотехнологічної війни, в якій російська армія за допомогою точної зброї нищить бойовиків та не несе жодних втрат.

### Ефективність пропаганди війни
Проникнення військової атрибутики в області суспільного життя рядових росіян вказує на високу ефективність пропаганди війни в російському суспільстві. Це підтверджують лозунги на машинах «Можемо повторити», футболки з військовою та воєнною атрибутикою, дитячі візки у формі танків та дитячі ліжка у формі ракетних установок тощо.
На початку квітня 2022 у мережі з'явилось відео де чоловік знаходячись у стані алкогольного психозу розбив лобове скло на автівці випадкового водія, а на питання нащо він це зробив той відповів «у мене хлопці гинуть» та «мені на війну треба» .